# Kupferstich

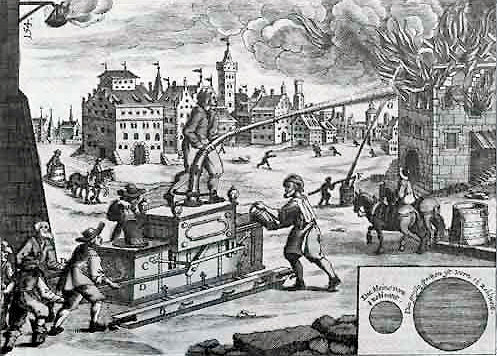
Kupferstich, 1661: Die Feuerwehr von Nürnberg mit einer Feuerspritze

Der Kupferstich (veraltet auch Chalkographie genannt) ist ein grafisches Tiefdruckverfahren. Beim Kupferstich wird das zu druckende Bild mit einem Grabstichel spanabhebend in eine Kupferplatte „gegraben“ (graviert). Die dabei entstandenen Linien nehmen dann die Farbe auf, welche mit einer Walzenpresse auf das Papier gedruckt wird. Der Hersteller eines Kupferstichs wird als Kupferstecher, der Drucker als Kupferdrucker bezeichnet.

## Geschichte des Kupferstichs

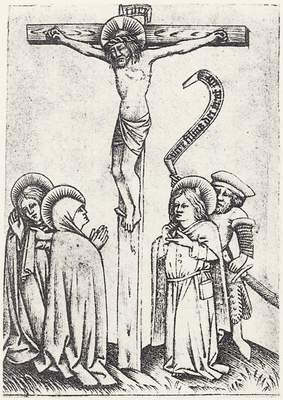
Meister der Spielkarten: Christus am Kreuz (zwischen 1435 und 1455). Eines von vier erhaltenen Blättern einer Passionsfolge

Israhel van Meckenem der Jüngere: Selbstbildnis mit Gemahlin (um 1490)

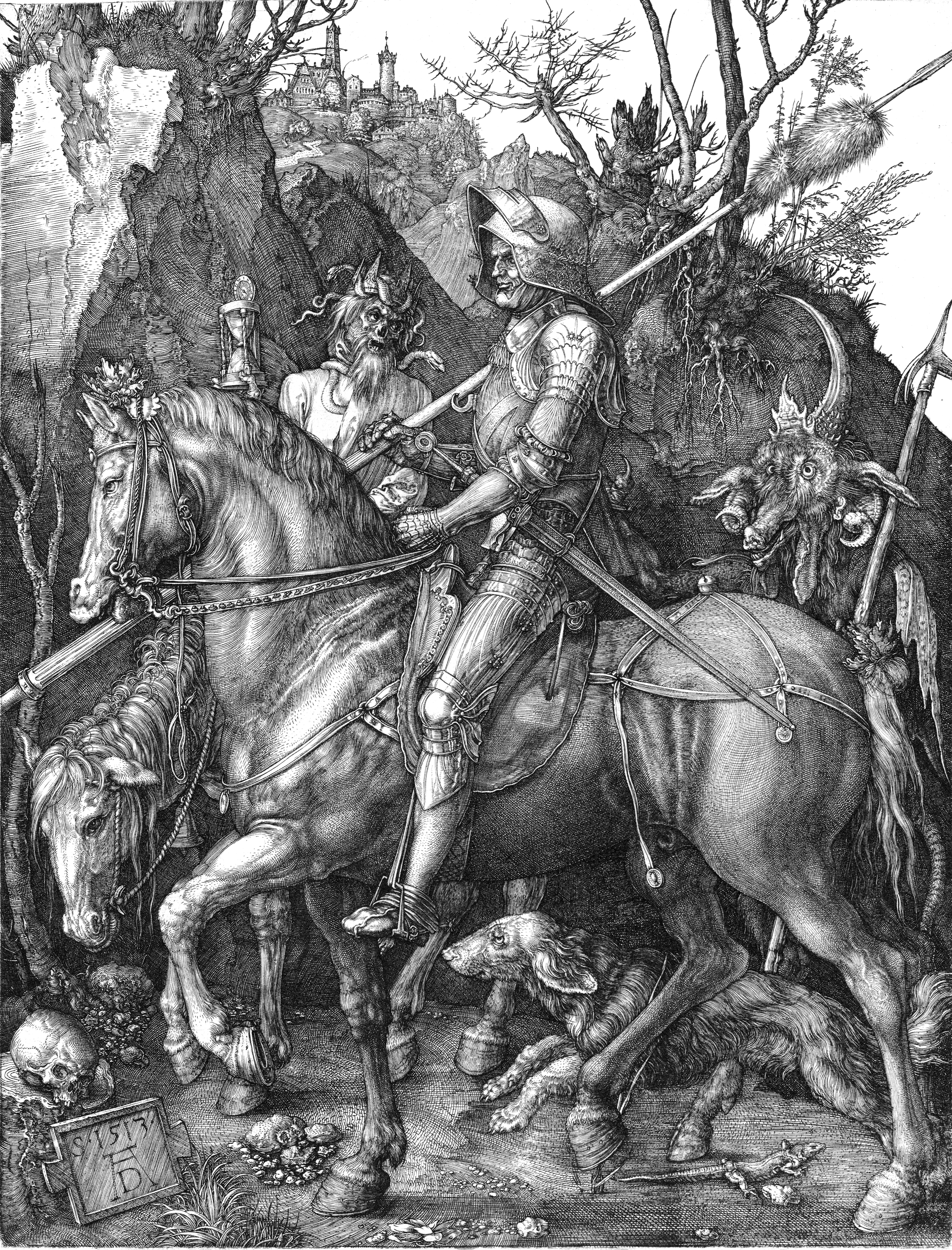
Einer der drei Meisterstiche Albrecht Dürers: Ritter, Tod und Teufel

Der französische Begriff Gravure enthüllt die Herkunft des Kupferstichs. Ursprünglich wurden im Waffen- und Silberschmiedehandwerk Verzierungen damit übertragen und archiviert, da man erkannte, dass man ein spiegelverkehrtes Abbild der Gravur bekam, indem man Farbe oder Ruß in die Vertiefungen rieb und mit einem angefeuchteten Papier wieder aus den Vertiefungen zog. Auf diese Weise konnte man das Muster auch auf andere Objekte übertragen. Die ersten Kupferstecher waren daher auch nahezu ausnahmslos Goldschmiede.
Die ältesten Kupferstiche zeigen im Bildaufbau deutliche Ähnlichkeiten mit dem Niello, einer Technik zur Verzierung kostbarer Metallobjekte. Der Benediktinermönch Theophilus Presbyter beschrieb diese Technik bereits im 12. Jahrhundert in seiner Schriftensammlung Diversarum artium schedula. Eine gravierte Metalloberfläche wurde demnach mit einer Schicht aus schwarzem Puder überzogen und anschließend erwärmt. Der geschmolzene Farbstoff füllte die Vertiefungen und erschien nach dem Polieren als scharfe Zeichnung auf dem Metall. Auch die Hersteller solcher Nielli archivierten ihre Arbeiten durch Abzüge der Gravuren auf Papier. Diese Abdrücke wurden ebenfalls als Nielli bezeichnet und bereits im Mittelalter gesammelt. Inschriften erscheinen auf solchen Nielli auf Papier naturgemäß spiegelverkehrt. Um 1450 scheint sich die Herstellung von Abdrucken als das eigentliche Ziel des Gravierens durchgesetzt zu haben. Die Inschriften auf den frühen Stichen werden nun seitenrichtig wiedergegeben.
Die Kupferstichtechnik wurde wahrscheinlich um 1420/1430 im oberdeutschen Raum erstmals angewendet. Möglicherweise wurde die Technik in Südeuropa unabhängig hiervon gleichzeitig entwickelt. Seit dem 14. Jahrhundert verdrängte das billigere Papier langsam das Pergament als Beschreibstoff und ermöglichte so erst die Erfindung der Niello- und Kupferstichtechniken sowie des Buchdrucks.
Anders als der Holzschnitt entwickelte sich der Kupferstich unabhängig vom Buch, da sich sein Tiefdruckverfahren zu dieser Zeit nur schwer mit dem Hochdruck der Buchstaben verbinden ließ. Stattdessen wurden die ersten Kupferstiche für Wallfahrtsdevotionalien und als Muster für Entwurfsmodelle für Spielkarten, Zierbuchstaben u. ä. verwendet.
Als bedeutendste Meister der Frühzeit des Kupferstichs im deutschsprachigen und niederländischen Raum gelten der oberrheinische Meister der Spielkarten, der von ihm abhängige Meister der Berliner Passion (Niederlande) und der wohl im Erzstift Salzburg tätige Meister des Marienlebens. Der Meister E.S. war wahrscheinlich ein Schüler des Meisters der Spielkarten und hinterließ ein Werk von über 300 Blättern. Dieser Künstler wird als von besonderer Bedeutung für die Entwicklung des Kupferstichs zur eigenständigen Kunstgattung angesehen. Auch die weiteren bedeutenden frühen deutschen Stecher sind nur unter Notnamen fassbar. Hier sind besonders die Meister BM, A.G. und P.M. hervorzuheben. Vom Meister des Hausbuchs (Mittel- und Oberrhein) haben sich noch etwa 90 Stiche erhalten.
Giorgio Vasari sah den Florentiner Maso Finiguerra irrtümlich als eigentlichen Erfinder der Kupferstichtechnik an. Allerdings geht der Stil der „feinen Manier“ wohl auf dessen Gehilfen Lorenzo Ghiberti zurück. Als Hauptmeister des italienischen Kupferstichs im 15. Jahrhundert gilt Andrea Mantegna, der die monumentale Größe antiker Vorbilder aufnahm und in seiner Kunst umsetzte.
Als weitere bedeutende italienische Meister des 15. Jahrhunderts sind etwa Antonio Pollaiuolo, der Meister der Planeten, Sybillen und Tarocchi-Karten und der Meister der Wiener Trionfi des Petrarca anzuführen.
Die meisten frühen Kupferstiche sind Kopien anderer Kunstwerke wie Gemälde und Skulpturen. Die kunsthistorische Bedeutung des Kupferstichs ist deshalb auch darin zu sehen, dass mit dieser relativ preisgünstigen Reproduktionstechnik Bildideen und Bildmotive rasch im europäischen Raum Verbreitung fanden. Im Laufe des 15. Jahrhunderts entdeckten Maler die Technik des Kupferstichs aber auch zunehmend als eigenständiges Ausdrucksmittel. Der erste bedeutende Kupferstecher war Martin Schongauer, der einen so herausragenden Ruf hatte, dass der junge Albrecht Dürer bei ihm in die Lehre gehen wollte und der junge Michelangelo nach seinen Werken kopierend zeichnete. Wie beim Holzschnitt auch war es Dürer, der die Kunst des Kupferstichs revolutionierte und perfektionierte und Meisterwerke wie Ritter, Tod und Teufel und Melencolia I schuf. Auch in vielen naturwissenschaftlichen Darstellungen, beispielsweise in der Anatomie, wurden Illustrationen mit der Technik des Kupferstichs ausgeführt. Ein bekannter Illustrator ist dabei Gérard de Lairesse.
Im 16. Jahrhundert rationalisierten geschäftstüchtige Verleger den Kunstbetrieb. Es entstand eine Produktionsweise im großen Maßstab, in der Zeichner, Stecher und Verleger eng zusammenwirkten und Blätter unterschiedlicher Genres für verschiedene Kaufinteressenten verbreiteten, wie zum Beispiel die großformatigen sogenannten  Thesenblätter für die akademischen Kreise des katholischen Bildungswesens. Zu den bekanntesten Kupferstechern des 17. Jahrhunderts gehören Matthäus Merian und Wenzel Hollar. Zu Anfang des 18. Jahrhunderts fertigte der Zeichner Friedrich Bernhard Werner für einen Augsburger Kunstverleger mit viel Erfolg Ansichten zahlreicher europäischer Städte, die als Kupferstiche in Produktion gingen. Erst die Weiterentwicklung des  Holzschnitts zum Holzstich durch Thomas Bewick gegen Ende des 18. Jahrhunderts löste den Kupferstich als vorrangige Reproduktionstechnik ab, da der Holzstich die wirtschaftlichere Technik war.
1711/1712 gelangte die Technik des Kupferstichs auch nach China, als der Franziskaner und Missionar Matteo Ripa vom chinesischen Kaiser Kangxi (1662–1722) beauftragt wurde, unter anderem die kaiserliche Sommerresidenz Jehol, 250 Kilometer nördlich von Peking gelegen, in Kupferstichen abzubilden. Die Kupferstiche dieser Gartenanlage, die Matteo Ripa bei seiner Rückkehr am 11. September 1724 nach London mitbrachte, beeinflussten die Umgestaltung des englischen Landschaftsgartens.

## Die Technik des Kupferstichs

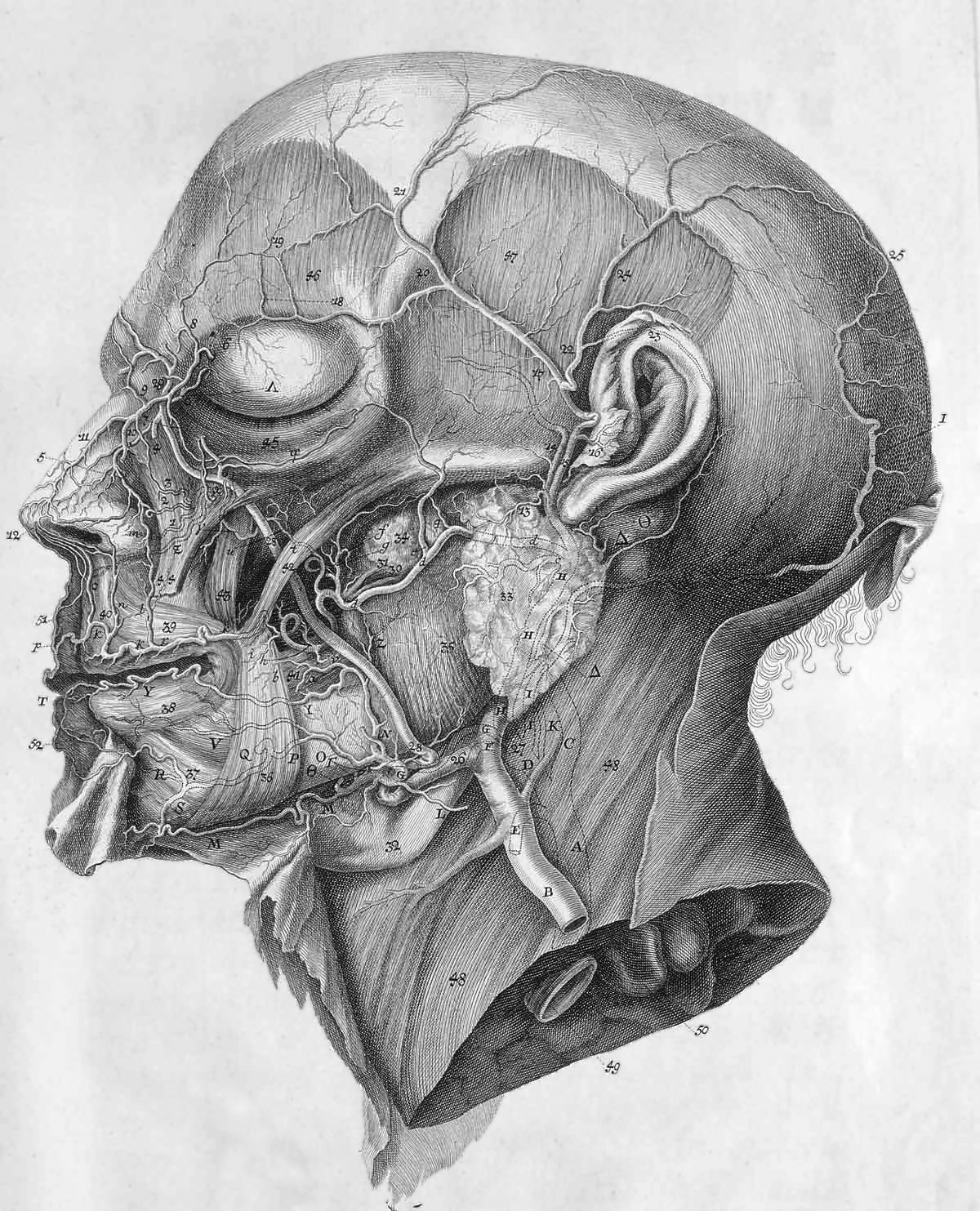
Anatomische Illustration von C. J. Rollinus in Albrecht von Hallers Werk Icones anatomicae von 1756

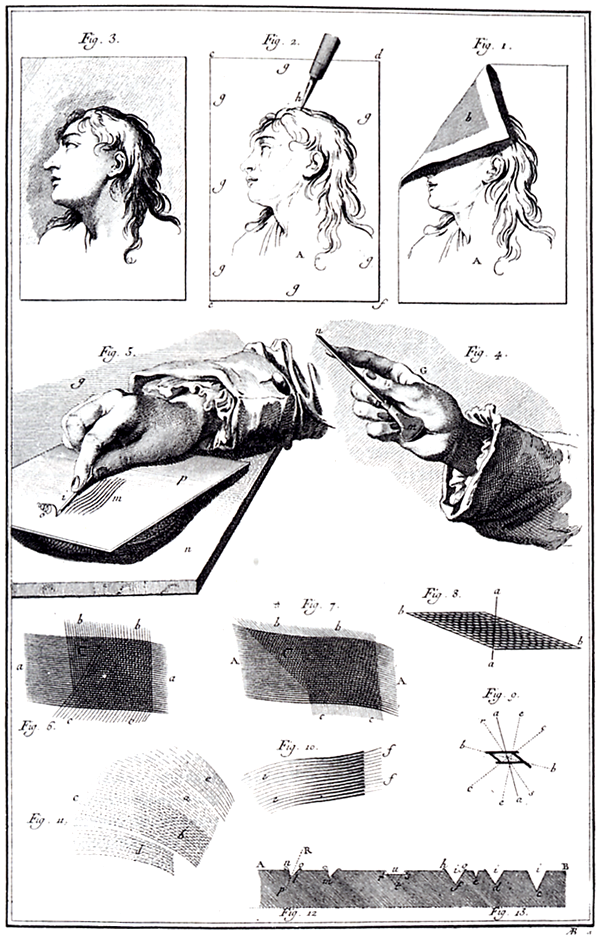
Darstellung der Kupferstichtechnik in der Encyclopédie, um 1760

Die Oberfläche einer 1 bis 3 Millimeter starken Kupferplatte wird vor der Gravur sorgfältig geschliffen und glatt poliert. Auf diese vorbereitete Fläche wird die seitenverkehrte Zeichnung übertragen und mit einem Grabstichel Linie für Linie in das Metall eingeschnitten. Der Kupferstich ist ein Tiefdruckverfahren. Linien erscheinen auf dem Papier schwarz, die unversehrten polierten Bereiche der Platte erscheinen weiß. Im Gegensatz zur Radierung wird das Werkzeug (der Stichel) vom Körper weggeschoben und das Material aus der Platte geschnitten. So entstehen beiderseits der Linie keine Grate wie bei der Kaltnadeltechnik. Die Abdrucke wirken daher „kälter“, technischer und nicht so malerisch wie eine Kaltnadelradierung.
Da größere Flächen nicht aus der Metallplatte herausgestochen werden können – wie etwa beim Holzschnitt, der ein Hochdruck ist – müssen zahlreiche, dicht beisammenstehende Linien eine flächenähnliche Wirkung erzielen. Während der harte Kontrast zwischen Hell und Dunkel ein typisches Merkmal des Holzschnitts ist, erlaubt der Kupferstich durch die Feinheit und schraffierende Überlagerung der Striche, durch die fließende Übergänge möglich sind, eine differenzierte und „körperhafte“ Wiedergabe des Dargestellten. Damit ist ein Detailreichtum möglich, der – verglichen mit dem Holzschnitt – eine größere Formenvielfalt erlaubt.
Die Technik ist sehr arbeitsaufwendig. Für das berühmte Blatt Ritter, Tod und Teufel benötigte Albrecht Dürer mehr als ein Vierteljahr.
Die erwärmte Platte wird eingefärbt, wobei durch die Erwärmung die Druckerschwärze bis in die feinsten Linien dringt, und anschließend wieder gesäubert, so dass nur noch in den Linien Farbe zurückbleibt. Schließlich erfolgt der Druck mit einer Walzenpresse, in der das angefeuchtete Papier die Farbe aus den Vertiefungen aufnimmt.
Zur Unterscheidung der unterschiedlichen Techniken von Radierung und Kupferstich siehe Radierung. Beide Techniken wurden oft kombiniert angewendet.
Eine technisch sauber hergestellte Kupferplatte ermöglicht etwa 200 Abzüge bester Qualität. Weitere 300 bis 400 Blätter können in guter Qualität hergestellt werden. Anschließend sind nur noch mittelmäßige Abdrucke zu erzielen, die zunehmend verflachen. In der Gegenwart werden gewalzte Kupferplatten verwendet, die gegenüber den älteren, gehämmerten Platten nochmals kleinere Auflagen bedingen.

## Erkennungsmerkmale eines Kupferstichs
Neben den allgemeinen Erkennungsmerkmalen des Tiefdrucks weist der Kupferstich folgende Merkmale auf:
- Keine Tonabstufungen, sondern nur Punkte und Linien
- Parallelität der Strichführung, Schraffursysteme (während beispielsweise die Radierung frei in der Linienführung ist)
- Unter der Lupe ist erkennbar, dass der Strich in einer haarfeinen Linie beginnt, anschwillt und wieder in einer feinen Linie endet (sogenannte Taille oder schwellende Linie)
- Der Strich hat glatte Ränder (und unterscheidet sich dadurch vom Strich in der Radierung, der raue Ränder hat)
- Der Strich zeigt keine Verschattungen (wie beispielsweise bei der Kaltnadeltechnik)

## Kupferstich in der Kunst

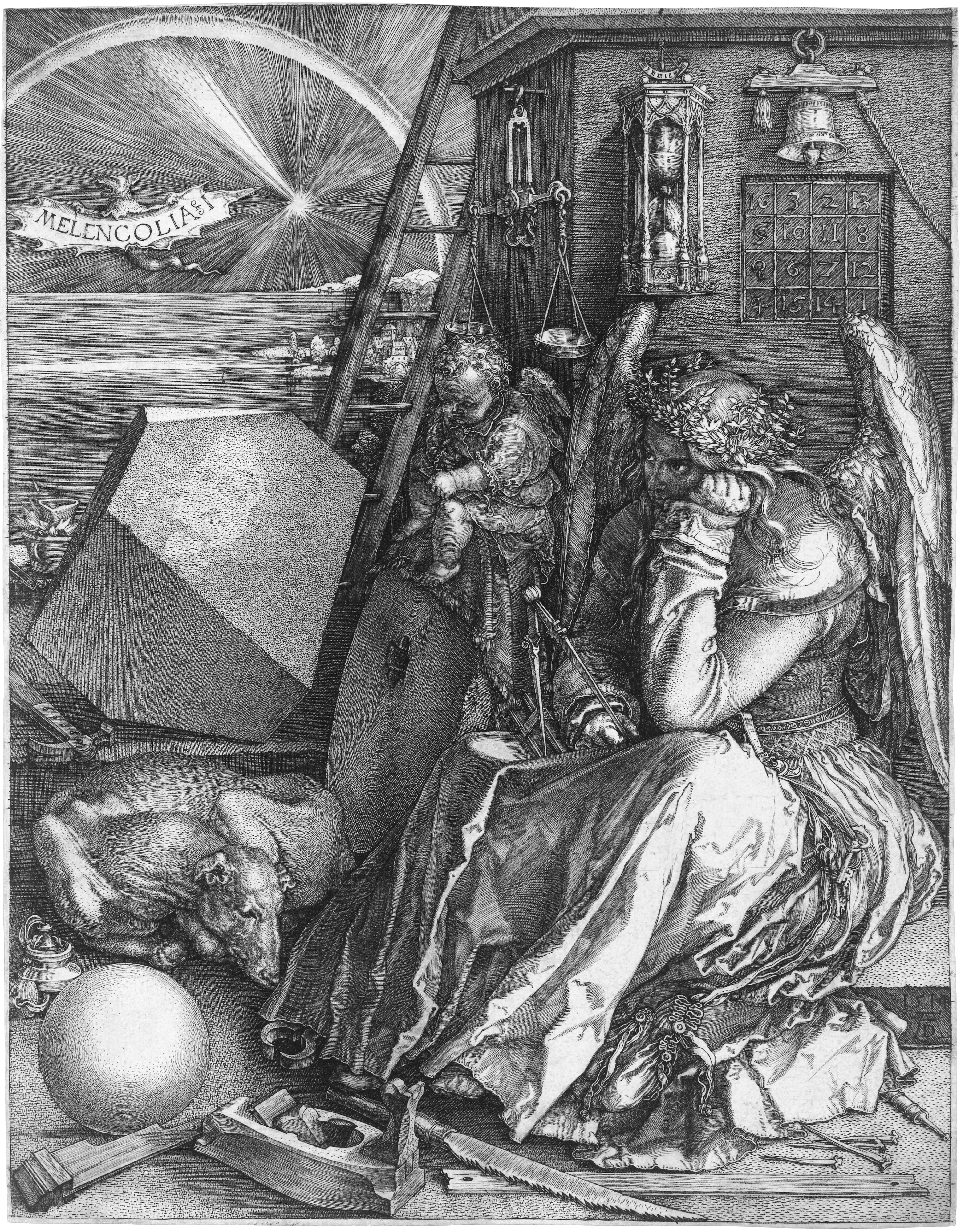
Dürer: Melencolia I

Meister des Johannes Baptista, Der Heilige Bartholomäus, Aus der Folge der „Apostel“, ca. 1440 – 1460, Städel Museum, Frankfurt am Main

In der Renaissance und frühen Neuzeit war der Kupferstich als Mittel der Buchillustration sehr beliebt. Namhafte Künstler fertigten – oft im Auftrag von Fürsten und Herrschern – Kupferstiche an, die dem Zweck heutiger Porträtfotografie dienten oder Städte und Herrschaftssitze abbildeten. Bekannte Künstler dieser Epoche sind Meister E. S., Martin Schongauer, Albrecht Dürer, Lucas van Leyden.
Die Blütezeit erlebte der Kupferstich im Barock mit Künstlern wie Peter Paul Rubens und Matthias Merian. Rubens beschäftigte eine große Anzahl Kupferstecher, die Kopien seiner Gemälde anfertigten. Diese wurden zu Katalogen gebunden und in ganz Europa vertrieben, um für seine Werkstatt zu werben.
Der Kupferstich wurde jedoch bald als Mittel der Gemäldereproduktion abgelöst, weil durch die Erfindung der Aquatinta und Schabkunst Techniken zur Verfügung standen, mit denen Grauabstufungen und sogar Farbdrucke möglich wurden.
Bekannte Kupferstecher waren auch Heinrich Aldegrever, Jost Amman, Gian Giacomo Caraglio, Johann Heinrich Löffler, Israhel van Meckenem, Marcantonio Raimondi, Jacob von Sandrart, Christoph Weigel der Ältere.
Weitere bedeutende Kupferstecher finden sich in der Kategorie:Kupferstecher.

## Kupferstich in der Sprache
Aus diesem Metier stammt auch die Redewendung „Mein lieber Freund und Kupferstecher“. Diese wurde geprägt von dem Dichter Friedrich Rückert (1788–1866), der dies als Anrede in den Briefen an seinen Freund Carl Barth benutzte, der von Beruf Kupferstecher war. Des Weiteren bezeichnet der Begriff abkupfern die Herstellung einer billigen Kopie oder eines Plagiates.
Der Begriff „gestochen scharf“ rührt von der detailgetreuen und abbildungsscharfen Erscheinung des Kupferdrucks.

## Verzeichnisse
- Hollstein’s German engravings, etchings and woodcuts, Amsterdam, van Gendt, 1954 begründet von Friedrich Wilhelm Heinrich Hollstein (1888–1957), ein Werkverzeichnis aller deutschen Kupferstich- und Holzschnittkünstler der Frühen Neuzeit, Fortsetzung: New Hollstein German engravings, etchings and woodcuts ca. 1400–1700[1][2]